# 下川裕治
下川 裕治（しもかわ ゆうじ、1954年6月8日 - ）は、日本の旅行作家。

## 略歴
長野県松本市に生まれ、長野県松本深志高等学校を経て慶應義塾大学経済学部を卒業。大学在学時代から、学生新聞「慶応義塾新聞」などに旅行記やエッセイを発表。卒業後、産経新聞の記者を経てフリーランス。「12万円で世界を歩く」が旅行作家としての事実上のデビュー作で、バスや列車を乗り継ぐ「バックパッカー」スタイルでの旅を書き続けている。1980年代と1990年代の2度、バンコクでタイ語を学ぶ。アジアに関する著書多数。

## エピソード
- バンコクではソイ・アーリーで暮らしていた。
- 『オカマのプーさん』では、タイ王国のオカマにスポットライトを当てた。
- 一時期、海外の旅行会社と提携して格安航空券情報を独自に調査した『格安航空券ガイド』を主宰し、編集長も兼任した。

## 著作

### 単著
- 『賢くやせる』（朝日新聞社） 1984
- 『ハゲてたまるか』（朝日新聞社） 1985
- 『だいじょうぶ! ハゲは防げる 今なら間に合う治療と予防最前線』（みずうみ書房） 1987
- 『12万円で世界を歩く』（朝日文庫） 1990
  - 『12万円で世界を歩くリターンズ 赤道・ヒマラヤ・アメリカ・バングラデシュ編』（朝日文庫） 2019　ISBN 978-4-02-261976-1
  - 『12万円で世界を歩くリターンズ タイ・北極圏・長江・サハリン編』（朝日文庫） 2020　ISBN 978-4-02-262005-7
- 『痛快! 地球の安い歩き方 12万円トラベルライターの体験的世界格安旅行の極意』（徳間ブックス） 1990
- 『バンコク探険』（双葉社） 1991
  - 『新・バンコク探検』（双葉社） 1998、のち双葉文庫 2000
- 『海外路上観察学 ぼくの地球歩きノート』（徳間書店） 1991
- 『アジア赤貧旅行 だからアジアは面白い』（徳間文庫）
  - 『新・アジア赤貧旅行 やっぱりアジアは面白い』（徳間文庫） 2003
- 『ホテルバンコクにようこそ』（双葉社） 1992、のち文庫
- 『バスの屋根から世界が見える』（トラベルジャーナル） 1994、のち双葉文庫
- 『バンコクに惑う』（双葉社） 1994、のち文庫
- 『アジアの誘惑』（講談社文庫） 1995
- 『南欧リゾートに暮らす』（双葉社） 1995
- 『アジアリゾートに暮らす』（双葉社） 1995
- 『アジアの風に身をまかせ アジア浮遊紀行』（主婦の友社） 1995
- 『アジアの田舎町』（双葉社） 1995、のち文庫
- 『芦屋女性市長震災日記』（朝日新聞社、Asahi news shop)  1995
- 『バンコク子連れ留学 タイにはまってタイ語習い、一家四人七カ月のビッグホリデー』（徳間書店） 1995、のち改題 『バンコク下町暮らし』（徳間文庫）
- 『アジア達人旅行』 (徳間文庫） 1995
- 『アジア極楽旅行』 (徳間文庫） 1996
- 『アジア漂流紀行』 (徳間文庫） 1997
- 『アジアの旅人』（講談社文庫)  1997
- 『歩くアジア 東南アジアみちくさ編』（阿部稔哉写真、双葉社） 1997、のち文庫
- 『歩くアジア チベット・中央アジアとまどい編』（阿部稔哉写真、双葉社） 1998
- 『世界一周ビンボー旅行ふたたび』（桃井和馬写真、講談社） 1998、のち改題『世界一周ビンボー大旅行』（講談社文庫）
- 『アジアの居場所』（主婦の友社） 1998
- 『アジアの安宿 僕はこんな宿に泊まってきた』（山海堂） 1998
- 『アジアの旅20カ国ガイド』（廣済堂出版） 1998
- 『タイ語でタイ化 超便利タイ語術』（双葉社） 1999 のち文庫、のち改題『タイ語の本音』（双葉文庫）
- 『アジア辺境紀行』（徳間文庫） 1999
- 『アジア路地裏紀行』（徳間文庫） 1999
- 『アジアの友人』（講談社文庫） 1999
- 『アジアの弟子』（幻冬舎文庫） 1999
- 『アジアの困ったちゃん』（徳間文庫） 2000
- 『オカマのプーさん』（講談社） 2000
- 『アジア迷走紀行』（徳間文庫） 2001
- 『沖縄にとろける 沖縄の風に吹かれてゆるむ』（双葉社） 2001、のち文庫
- 『アジアほどほど旅行』（徳間文庫） 2002
- 『アフガニスタン 砂漠と炎熱と戦乱と人びと』（阿部稔哉写真、共同通信社） 2002
- 『五感に刻む旅の思い出整理術』（PHPエル新書） 2003
- 『バンコク迷走』（双葉社） 2003、のち文庫
- 『アジア国境紀行』（徳間文庫)  2004
- 『アジア帰りに沖縄ふらり』（双葉社） 2005
- 『香田証生さんはなぜ殺されたのか』（新潮社） 2005
- 『南の島の甲子園 八重山商工の夏』（双葉社） 2006、のち文庫
- 『5万4千円でアジア大横断』（新潮文庫） 2007
- 『日本を降りる若者たち』（講談社現代新書） 2007
- 『愛蔵と泡盛酒場『山原(やんばる)船』物語』（双葉社） 2008
- 『格安エアラインで世界一周』（新潮文庫） 2009
- 『鈍行列車のアジア旅』（双葉文庫） 2011
- 『「生き場」を探す日本人』（平凡社新書） 2011
- 『格安エアラインLCCで飛ぼう 1万円フライトで1万円海外旅行』（講談社ビーシー） 2011
- 『「格安エアライン」で個人旅行が変わる! 120%使いこなす方法』（講談社+α新書） 2011
- 『世界最悪の鉄道旅行 ユーラシア横断2万キロ』（新潮文庫） 2011、のち朝日文庫 2020 ISBN 978-4-02-262023-1
- 『LCCで行くぶらり格安世界の旅 LCC搭乗100回以上! 達人が教える大満足の旅先85』（PHPビジュアル実用BOOKS） 2012
- 『「生きづらい日本人」を捨てる』（光文社新書） 2012、のち光文社知恵の森文庫 2019 ISBN 978-4-334-78774-5
- 『不思議列車がアジアを走る』（中田浩資写真、双葉文庫） 2013
- 『アジアの日本人町歩き旅』（中田浩資写真、KADOKAWA、新人物文庫） 2014
- 『一両列車のゆるり旅』（中田浩資写真、双葉文庫） 2015
- 『「裏国境」突破東南アジア一周大作戦』（新潮文庫） 2015
- 『アジア行ったり来たり 僕はこんな旅しかできない』（キョーハンブックス） 2015
- 『ディープすぎるユーラシア縦断鉄道旅行』（中経の文庫） 2016
- 『シニアひとり旅 バックパッカーのすすめ アジア編』（平凡社新書） 2017　ISBN 978-4-582-85848-8
- 『僕はLCCでこんなふうに旅をする』（朝日文庫） 2017
- 『東南アジア全鉄道制覇の旅 タイ・ミャンマー迷走編』（双葉文庫） 2017
- 『東南アジア全鉄道制覇の旅 インドネシア・マレーシア・ベトナム・カンボジア編』（双葉文庫） 2018　ISBN 978-4-575-71475-3
- 『旅がグンと楽になる7つの極意』（わたしの旅ブックス） 2018　ISBN 978-4-86311-188-2
- 『鉄路2万7千キロ 世界の超長距離列車を乗りつぶす』（新潮文庫） 2018　ISBN 978-4-10-131555-3
- 『ディープすぎるシルクロード中央アジアの旅』（中経の文庫） 2019　ISBN 978-4-04-602193-9
- 『シニアひとり旅 インド、ネパールからシルクロードへ』（平凡社新書） 2019　ISBN 978-4-582-85914-0
- 『10万円でシルクロード10日間』（KADOKAWA） 2019　ISBN 978-4-04-604427-3
- 『台湾の秘湯迷走旅』（双葉文庫） 2020　ISBN 978-4-575-71486-9
- 『｢おくのほそ道｣をたどる旅 路線バスと徒歩で行く1612キロ』（平凡社新書） 2022
- 『コロナ禍を旅する タイ編』（Independently published） 2022
- 『沖縄の離島 路線バスの旅』（双葉社） 2022
- 『70歳のバックパッカー』 (わたしの旅ブックス)

#### 「週末」シリーズ
- 『週末アジアに行ってきます』（講談社文庫） 2004
- 『週末アジアでちょっと幸せ』（中田浩資写真、朝日文庫） 2012
- 『週末バンコクでちょっと脱力』（朝日文庫） 2013
- 『週末台湾でちょっと一息』（朝日文庫） 2013
- 『週末ベトナムでちょっと一服』（朝日文庫） 2014
- 『週末沖縄でちょっとゆるり』（朝日文庫） 2014
- 『週末ソウルでちょっとほっこり』（阿部稔哉写真、朝日文庫） 2015
- 『週末香港・マカオでちょっとエキゾチック』（阿部稔哉写真、朝日文庫） 2015
- 『週末シンガポール・マレーシアでちょっと南国気分』（朝日文庫） 2016
- 『週末ちょっとディープな台湾旅』（朝日文庫） 2016
- 『週末ちょっとディープなタイ旅』（朝日文庫） 2017
- 『週末ちょっとディープなベトナム旅』（朝日文庫） 2018

### 共編著
- 『戦無派日本人のカンボジア 虐殺の大地で彼らは何を見たか』（中村正人共著、徳間書店） 1994
- 『笑うバックパッカー』（格安航空券ガイド編集部共編、双葉文庫） 1998
  - 『笑うバックパッカー 2』（格安航空券ガイド編集部共編・著、双葉文庫） 2000
- 『バンコクのホント』（ぷれすアルファ共編・著、双葉社、アジア・シティファイル)  1999
- 『上海のホント 満腹!上海グルメ情報』（ぷれすアルファ共編・著、双葉社、アジア・シティファイル） 1999
- 『ソウルのホント』（ぷれすアルファ共編・著、双葉社、アジア・シティファイル） 1999
- 『ベトナム縦断鉄道 途中下車の旅』（ぷれすアルファ共編集・製作、双葉社、アジアルートガイド） 1999
- 『マレー鉄道 途中下車の旅』（ぷれすアルファ共編集・製作、双葉社、アジアルートガイド） 1999
- 『笑うアジア 苦笑・失笑・爆笑』（編、双葉社） 1999、のち文庫
- 『アジア大バザール』（神田憲行, 西岡直樹, 浜なつ子, 素樹文生著、講談社文庫） 2000
- 『沖縄ナンクル読本』（篠原章共編著、講談社文庫） 2002
- 『沖縄おばぁに会える店』（仲村清司ほか共著、ゼネラル・プレス） 2004
- 『新・格安航空券選び術 絶対得する!!海外個人旅行』（「格安航空券ガイド」編集部共編著、双葉社） 2005
- 『中国世界遺産自由旅ガイド 絶対得する!!海外個人旅行』（「格安航空券ガイド」編集部共編著、双葉社） 2006
- 『沖縄通い婚 2泊3日のウチナー暮らし』（編、徳間文庫） 2006
- 『古戦場 敗者の道を歩く』（編著、「週刊ビジュアル日本の合戦」編集部編、講談社+α新書） 2007
- 『新書沖縄読本(とくほん)』（仲村清司共著・編、講談社現代新書） 2011
- 『アジアでハローワーク わたしの"アジア就活"35のストーリー』（編著、ぱる出版） 2011
- 『沖縄県謎解き散歩』（仲村清司共編著、新人物文庫） 2012
- 『読むバンコク』（編著、メディアポルタ） 2014
- 『本社はわかってくれない 東南アジア駐在員はつらいよ』（編、講談社現代新書） 2015
- 『おとなの青春旅行』（室橋裕和共著、講談社現代新書） 2018
- 『日本の外からコロナを語る 海外で暮らす日本人が見たコロナと共存する世界各国の今』（責任編集、メディアパル） 2020　ISBN 978-4-8021-1049-5

#### 「好きになっちゃった」シリーズ
- 『好きになっちゃったバンコク 熱風都市のんき旅作法』（ウエンズデイ共編・著、双葉社、アジア楽園マニュアル） 1995
- 『好きになっちゃった台北 24時間開放都市の正しいハマリ方』（ウエンズデイ共編・著、双葉社、アジア楽園マニュアル） 1995
- 『好きになっちゃった香港 好奇心全開シティ観察隊』（ウエンズデイ共編・著、双葉社、アジア楽園マニュアル） 1996
- 『好きになっちゃったバリ 不思議島ドタバタ見聞録』（ウエンズデイ共編・著、双葉社、アジア楽園マニュアル） 1996
- 『好きになっちゃったソウル バクハツ元気タウンのいまどき旅行術』（ウエンズデイ共編・著、双葉社、アジア楽園マニュアル） 1997
- 『好きになっちゃったベトナム 南方迷路のカイカン回遊録』（ウエンズデイ共編・著、双葉社、アジア楽園マニュアル） 1997
- 『好きになっちゃったインド 悠久の聖地ナンジャモンジャ知ったかぶり』（ゼネラルプレス共編著、双葉社、アジア楽園マニュアル） 1997
- 『好きになっちゃったシンガポール ハイテク・シティ穴場探索ちゃちゃちゃ旅』（ゼネラルプレス共編著、双葉社、アジア楽園マニュアル） 1997
- 『好きになっちゃったイスタンブール 東西ごちゃまぜタウンあたふた迷い旅』（ゼネラルプレス共編著、双葉社、アジア楽園マニュアル） 1997
- 『好きになっちゃった中国 開放大国の摩訶不思議ディープ旅』（ゼネラルプレス共編著、双葉社、アジア楽園マニュアル） 1997
- 『好きになっちゃった沖縄 元気をくれる南の島々のフリーク旅』（ゼネラルプレス共編著、双葉社、アジア楽園マニュアル） 1998
- 『好きになっちゃった釜山 いかす港町トホホぶらり旅』（ゼネラルプレス共編著、双葉社、アジア楽園マニュアル） 1998
- 『好きになっちゃったミクロネシア 楽園の島々のツボにはまってうっとり旅』（ゼネラルプレス共編著、双葉社、アジア楽園マニュアル） 1998
- 『好きになっちゃったカトマンズ ふしぎ都市ナンデモナゾ解き旅』（ゼネラルプレス共編著、双葉社、アジア楽園マニュアル） 1998
- 『好きになっちゃったプーケット お気楽アイランドゴーゴー旅』（ゼネラルプレス共編著、双葉社、アジア楽園マニュアル） 1998
- 『好きになっちゃった沖縄の離島 南国モードの島々ぽっかり気まま旅』（ぷれすアルファ共編著、双葉社、アジア楽園マニュアル） 1999
- 『新・好きになっちゃったソウル』（ぷれすアルファ共編著、双葉社、好きになっちゃったアジア） 2001
- 『新・好きになっちゃったバンコク』（ぷれすアルファ共編著、双葉社、好きになっちゃったアジア） 2001
- 『新・好きになっちゃったベトナム 南の元気を吸いこんじゃう』（ぷれすアルファ共編著、双葉社、好きになっちゃったアジア） 2001
- 『新・好きになっちゃった香港 食とショッピングの街を極める』（ぷれすアルファ共編著、双葉社、好きになっちゃったアジア） 2001
- 『新・好きになっちゃった沖縄 南風アイランド未体験(楽)旅』（ぷれすアルファ共編著、双葉社、好きになっちゃったアジア） 2002
- 『新・好きになっちゃったバリ 癒しの島で右往左往』（ぷれすアルファ共編著、双葉社、好きになっちゃったアジア） 2003
- 『新・好きになっちゃったカンボジア&ラオス ゆるむ?はじける?インドシナ世界遺産巡り』（ゼネラル・プレス共編著、双葉社、好きになっちゃったアジア） 2003
- 『新・好きになっちゃった沖縄の離島 暮らすように楽しむ南国ののんびり旅』（ゼネラル・プレス共編著、双葉社、好きになっちゃったアジア） 2003
- 『もっと好きになっちゃった沖縄の離島 癒しの国の体あたり紀行』（責任編集、好きになっちゃった編集部共編著、双葉社）2006
- 『もっと好きになっちゃった沖縄 癒しの国の体あたり紀行』（好きになっちゃった編集部共編著、双葉社） 2006
- 『もっと好きになっちゃったソウル 癒しの国の体あたり紀行』（責任編集、好きになっちゃった編集部共編著、双葉社） 2007
- 『もっと好きになっちゃったバンコク 癒しの国の体あたり紀行』（責任編集、好きになっちゃった編集部共編著、双葉社） 2007
- 『もっと好きになっちゃった上海 癒しの国の体あたり紀行』（責任編集、好きになっちゃった編集部共編著、双葉社） 2007
- 『もっと好きになっちゃった台湾 癒しの国の体あたり紀行』（好きになっちゃった編集部共編著、双葉社） 2008

## 連載雑誌
- 『G-diary』(クエストメディア)
- 『格安航空券ガイド』(格安航空券ガイド編集部)
- 『アジアの雑誌』
- 『タビノート』(tabinoteメールマガジン)

## 番組出演（ラジオ）
- 『JAM THE WORLD』（J-WAVE 2012年1月10日）